# IEEE Jun-ichi Nishizawa Medal
Im Jahr 2002 führte das Institute of Electrical and Electronics Engineers (IEEE) eine neue Ehrung zu ihrem bereits bestehenden Programm von Ehrungen ein. Seit 2004 werden dann jährlich ein oder mehrere Anwärter mit einer Medaille im Namen von Jun-ichi Nishizawa ausgezeichnet. Dieser wird als der Vater der Japanischen Mikroelektronik betrachtet. Nishizawa war Professor, Direktor zweier Forschungsinstitute und der 17. Präsident der Universität Tōhoku, Sendai, Japan. Er leistete Beiträge zu wichtigen Neuerungen für Bauteile der Gebiete Optische Kommunikation und Halbleiter, solche wie Laser- und PIN-Dioden sowie Statische Induktionsthyristoren für Starkstromanlagen.
Diese Medaille des IEEE wird jährlich Anwärtern verliehen, die in den Gebieten der Material and Device Technology tätig sind.
Sponsor dieser Ehrung ist die Federation of Electric Power Companies, Japan.

## Träger der Medaille
- 2004 – Frederick H. Dill
- 2005 – Jerry M. Woodall
- 2006 – Hideo Sunami, Mitsumasa Koyanagi, Kiyoo Itoh
- 2007 – Nicolaas Frans De Rooij
- 2008 – Wolfgang Helfrich, Martin Schadt, James Fergason
- 2009 – Chenming Hu
- 2010 – Richard M. Swanson
- 2011 – Bernard Lechner, Peter Brody, Fang Cheng Luo
- 2012 – Mark T. Bohr, Robert S. Chau, Tahir Ghani
- 2013 – Burn J. Lin
- 2014 – Franz Laermer, Andrea Urban
- 2015 – Dimitri Antoniadis
- 2016 – Masayoshi Esashi
- 2017 – Ching W. Tang, Stephen R. Forrest, Mark Thompson
- 2018 – Joe C. Campbell
- 2019 – Yasuhiko Arakawa, Pallab Bhattacharya, Dieter Bimberg
- 2020 – Paul Daniel Dapkus
- 2021 – James J. Coleman
- 2022 – Umesh K. Mishra
- 2023 – James S. Harris
- 2024 – John E. Bowers
- 2025 – Robert W. Dutton